# NGC 2642
NGC 2642 је спирална галаксија у сазвежђу Хидра која се налази на NGC листи објеката дубоког неба.
Деклинација објекта је - 4° 7' 20" а ректасцензија 8h 40m 44,4s. Привидна величина (магнитуда) објекта NGC 2642 износи 12,6 а фотографска магнитуда 13,4. NGC 2642 је још познат и под ознакама MCG -1-22-33, IRAS 08382-0356, PGC 24395.